# Кунг (народ)
Кунг (къхунг, !кунг; жуцъоанси ) — бушменское племя, в основном проживающее на западе пустыни Калахари, Овамболенде (северная Намибия и южная Ангола) и Ботсване.
Кунг практически не контактируют с цивилизацией и живут по своим первобытным законам. У них нет фамилий, и они не ведут счёт времени. Средняя продолжительность жизни — не более 30 лет.
Кунг переселились в Калахари двадцать тысяч лет назад. Они занимаются охотой и собирательством.
Кунг кочует по саване небольшими группами (20—60 родственников). Группы селятся на расстоянии от дней до нескольких недель пешего перехода друг от друга.

## Язык
Язык койсанской группы, бесписьменный. В языке кунг нет слов для числа больше трёх.

## Ритуалы
Кунг верят в духов и общаются с ними во время ритуальных танцев.
Целители являются наиболее почтенными членами племени. Для защиты поселения целители исполняют ритуальный танец, во время которого впадают в транс, иногда используют наркотические вещества; транс может продолжаться до 36 часов. Достигнув экстаза, целитель наклоняется над больным и забирает от него болезнь в своё тело, а затем «вытряхивает» её из себя.
Иногда отмечают, что кунг — одна из немногих культур, в которой отсутствует понятие страха.
Согласно верованиям кунг, человеческая жизнь начинается, когда ребенку дают имя.